# Варязький інцидент
Варязький інцидент — сутичка між польськими комуністами (Народний фронт) та українськими націоналістами (ОУН), яка трапилась 30 серпня 1936 року біля містечка Варяж на Сокальщині. У конфлікті брали участь кількасот осіб, кілька людей загинуло, преса повідомляла про 80 поранених.
Причиною конфлікту став напад польських комуністів на українську греко-католицьку процесію, яку охороняв загін добровольців з ОУН. Загін організувала та очолювала Олена Жарська. За спогадами учасника подій Івана Кравчука, група українських націоналістів налічувала 120 осіб, тоді як поляків було «зо дві тисячі». 
Після інциденту відбулися арешти українських націоналістів, які брали участь в інциденті. За рішенням суду, який відбувся 29 вересня — 3 жовтня (або 28 вересня — 4 жовтня) 1937 року у Львові, 10 українців, звинувачених у приналежності до ОУН, засуджено до різних термінів ув'язнення.
Список обвинувачених під час судового процесу:
- Іван Кравчук — засуджений до 8 років ув'язнення;
- Олена Жарська, Василь Ваврук — по 6 років;
- Степан Ґайошка, Іван Ґрунтас — по 4 роки;
- Грицько Бойчук, Гаврило Моргало, Семен Солдак, Іван Смулка — по 3 роки;
- Кость Луцьків — виправданий.